# Glow in the Dark Tour
The Glow in the Dark Tour jest światową, krytykowaną trasą Kanye Westa, na której wystąpiły takie gwiazdy jak Lupe Fiasco, Rihanna, NERD i Nas. Rozpoczęła się 16 kwietnia 2008 w Seattle a następnie trwała w Ameryce Łacińskiej, Azji, Europie, Nowej Zelandii i Australii aż do początku grudnia. Na tournée wystąpili Girls Aloud, Gnarls Barkley, Jay-Z. Chris Brown, wykonał również na niektórych koncertach remix utworu "Umbrella" z Rihanną, i występował jako tancerz w NERD w Nowej Zelandii i Australii, odcinek trasy z Nas w Nowej Zelandii i raperem Scribe zastąpił Lupe Fiasco i NERD. Na Tajwanie piosenkarz Vanness Wu występował jako support.